# Coelichneumon lineiscutis
Coelichneumon lineiscutis là một loài tò vò trong họ Ichneumonidae.